# 神庭美帆
神庭 美帆（かんば みほ、1986年7月19日 - ）は千葉県出身の女優。OFFICE ACHIEVER(オフィスアチーバ)所属。2016年10月マグニファイ退社。

## 人物・来歴
- プロマージュ→2011年マグニファイ所属→2016年10月マグニファイ円満退社。→オフィスアチーバ所属。
- 特技は激辛料理、引き運がある、語学（英会話、韓国語）、1人でリコーダーを吹きながら輪唱、フルマラソン
- 趣味は日本舞踊、人間観察、一人旅、犬（愛犬のチワワ）、立ち食い蕎麦巡り
- 高校生時には、セブンティーン等の読者モデルとして活躍。のちに千葉県旭市ミス七夕コンテストも受賞している。
- 芸能人女子フットサルチーム「Team Blue Mountain」でゴレイロを務めた。
- 妹の亜夢とのユニット「神庭姉妹」として、ブッチャーブラザーズ指導のもと、お笑いに取り組んだ時期がある。
- 弟の神庭昇平もモデルとして活動している。
- マラソン完走記録

バンクーバーマラソン2010（2010年5月2日 4時間55分）
ディズニーランド・ハーフマラソン2010（2010年9月3日）
東京マラソン2011（2011年2月27日 5時間16分）
東京マラソン2012（2012年2月26日 4時間48分4秒）
東京マラソン2013（2013年2月24日 5時間8分48秒）

## 出演

### テレビ
- 有田とマツコと男と女（2010年11月11日、TBS） - 神庭姉妹として出演
- BS王様のブランチ（BS-TBS） - 神庭姉妹として出演
- 今夜!モンドラやろうぜ!（チバテレビ・テレビ神奈川） - 神庭姉妹としてMC出演
- ギルガメッシュLIGHT（2012年1月13日 - 12月21日、BSジャパン）神庭姉妹として出演[1]
- ギルガメッシュLIGHT〜一夜限りの復活スペシャル〜（2013年12月30日、BSジャパン）
- 日本全国ご自慢列島 ジマング（2014年7月8日、フジテレビ）

### ドラマ
・TBS「あぽやん」OL役　(2013年)
・日本テレビ「HiGH&LOW」教師役　(2015年)

### 舞台
- 12人の怒れる女（2011年6月22日 - 26日） - 第6号役
- ゴジラ（2012年5月3日 - 6日） - 一ノ瀬ツムギ役[2]
- 君死にたまふことなかれ（2012年6月20日 - 24日） - 長瀬マリコ役
- ヘレネのファインプレー〜少女紙袋伝説〜（2012年9月13日 - 17日） - 谷尾ゆかり役
- 飯田家の最期（2012年10月18日 - 22日） - 飯田淑子役
- Legend 〜風のなかの塵〜（2013年2月6日 - 11日） - 村山役
- 母の桜が散った夜（2013年4月3日 - 7日） - クラブのママ、女子高生役
- 女の子ものがたり（2013年7月23日 - 28日） - 母親のぶこ役
- 鉄火のいろは -幕末火消四十八景-（2013年8月28日 - 9月1日） - 志麻役
- クラッチ・シューター -逆転の時間-（2013年11月6日 - 10日） - TOMO役
- MOMO（2014年1月16日 - 19日）
- 立ち呑みパラダイス2014（2014年7月8日 - 13日） - 河内鶴子役
- 隣人（2014年8月15日 - 17日、8月22日 - 24日） - 石原愛役
- 並ぶひと（2014年9月12日 - 15日、9月19日 - 22日） - 路地恵美役
- 天切り松闇がたり〜衣紋坂から〜 -ザ・ファイナル編-（2014年11月14日 - 16日） - 松井須磨子役
- 英姿颯爽（2015年4月14日 - 19日） - ほのか役
- みちのく温泉旅館 四人姉妹の事件簿（2015年6月10日 - 14日） - 次女幸子役
- 俺は、君のためにこそ死ににいく（2015年7月30日 - 8月2日） - 松井役
- 姦しく嬲る（2015年8月29日 - 30日、9月5日 - 6日）
- 新・龍宮物語（2015年11月1日 - 8日、11月15日（京都公演）、11月20日 - 21日（沖縄公演）） - 間宮敦子役

### ライブ
- 第7回プロマージュ祭り（2007年10月27日） - 神庭姉妹として出演
- メルシートゥライブVol.1（2008年4月29日） - 神庭姉妹として出演
- 大部屋ダイヤモンド - 神庭姉妹として出演
- 石井光三オフィス アッパーズ - 神庭姉妹として出演
- R-1ぐらんぷり2012（2012年1月28日） - 1回戦敗退
- 神庭姉妹の目指せ!冠番組!TVで言えない無修正トーク[3]

1. 2012年12月13日
2. 2013年1月27日

### モデル
- 振袖記念日（2007） あこがれの振袖入門 ISBN 978-4391621662（2005年10月） - 読者モデル
- 振袖ヘアカタログ（2010年）
- RUNWAY channel｜SNAP（2011年10月8日）[4]

### DVD
- ギルガメッシュLIGHT テレビはダメだけどDVDならまあいっかSP（2013年11月20日）
- ほんとうにあった怖い話 第二十七夜（2014年1月8日） - 「年上の彼女」蒼井葉子役

### WEB
- ギルガメッシュWEB（2014年5月、テレ東プレイ）

### その他
- ガールズウォーカー芸能レポーター
- サンスポアイドルリポーター候補生（SIR20）teamR（2011年11月 - 2012年1月）
- グラビア天気予報（講談社、要登録） - Yahoo!アプリ
- ヤングマガジン 2012年第20号
- 皇居ランガール[5]
- モトモト 2014年3月号